# Солнцецвет
Солнцецве́т, или Нежник, или Гелиантемум (лат. Helianthemum) — род двудольных растений семейства Ладанниковые (Cistaceae). Выделен британским ботаником Филипом Миллером в 1754 году.
Латинское и основное русское родовые названия связаны с тем, что цветки растения закрываются с закатом и раскрываются с восходом солнца.

## Распространение
Распространены в Северной Африке, Европе (в основном в Средиземноморье), Азии (от юго-западной до центральной Азии и Китая), Северной Америке и Южной Америке.

## Ботаническое описание
Многолетние или однолетние растения; как правило полукустарники, реже травы.
Стебель прямостоячий или стелющийся, 10—30 см высотой.
Листья формой от овальных до линейно-ланцетных, простые, размещены супротивно по длине стебля.
Цветки в основном жёлтого цвета, могут быть также оранжевого, розового или белого, собраны в кистевидное соцветие.
Плод — коробочка.
Представители рода цветут и плодоносят примерно в один период: в года с жарким летом — в мае и июне, или в июле и августе, если лето дождливое и холодное.
Значительная часть видов солнцецветов образует эктотрофные микоризные контакты с грибами из семейства Трюфелевые (Tuberaceae).

## Значение
Ряд видов культивируются, в том числе в России.

## Классификация

### Таксономия
Helianthemum Mill., 1754, Gard. Dict. Abr. ed. 4 : s.p.
Род Солнцецвет относится к семейству Ладанниковые (Cistaceae) порядка Мальвоцветные (Malvales). Кладограмма в соответствии с Системой APG IV по состоянию на декабрь 2023 года:
|  |                                      |  |                                   |                                   |                        |  | ещё 9 семейств |             |                |                                                             |
|  |                                      |  |                                   |                                   |                        |  |                |             |                | 154 подтвержденных вида и 154 вида, ожидающих подтверждения |
|  |                                      |  |                                   | порядок Мальвоцветные             |                        |  |                |             | род Солнцецвет |                                                             |
|  |                                      |  |                                   | порядок Мальвоцветные             |                        |  |                |             | род Солнцецвет |                                                             |
|  | отдел Цветковые, или Покрытосеменные |  |                                   |                                   | семейство Ладанниковые |  |                |             |                |                                                             |
|  | отдел Цветковые, или Покрытосеменные |  |                                   |                                   |                        |  |                |             |                |                                                             |
|  |                                      |  | ещё 63 порядка цветковых растений | ещё 63 порядка цветковых растений |                        |  |                | еще 7 родов | еще 7 родов    |                                                             |
|  |                                      |  |                                   | ещё 63 порядка цветковых растений |                        |  |                |             | еще 7 родов    |                                                             |

### Виды
Некоторые из них:
- Helianthemum cretaceum Juz. ex Dobrocz. — Солнцецвет меловой
- Helianthemum georgianum Chapm. — Солнцецвет грузинский
- Helianthemum lasiocarpum Desf. ex Willk. — Солнцецвет мохнатоплодный
- Helianthemum ledifolium (L.) Mill. — Солнцецвет багульниколистный
- Helianthemum nummularium (L.) Mill. typus[4] — Солнцецвет монетолистный
- Helianthemum oelandicum (L.) DC. — Солнцецвет эландский
- Helianthemum orientale Juz. & Pozd. — Солнцецвет восточный
- Helianthemum salicifolium (L.) Mill. — Солнцецвет иволистный
- Helianthemum stevenii Rupr. ex Juz. & Pozd. — Солнцецвет Стевена

### Синонимы
- Anthelis Raf.
- Atlanthemum Raynaud
- Helianthemon St.-Lag.
- Heteromeris Spach
- Psistina Raf.
- Psistus Neck.
- Rhodax Spach
- Taeniostema Spach

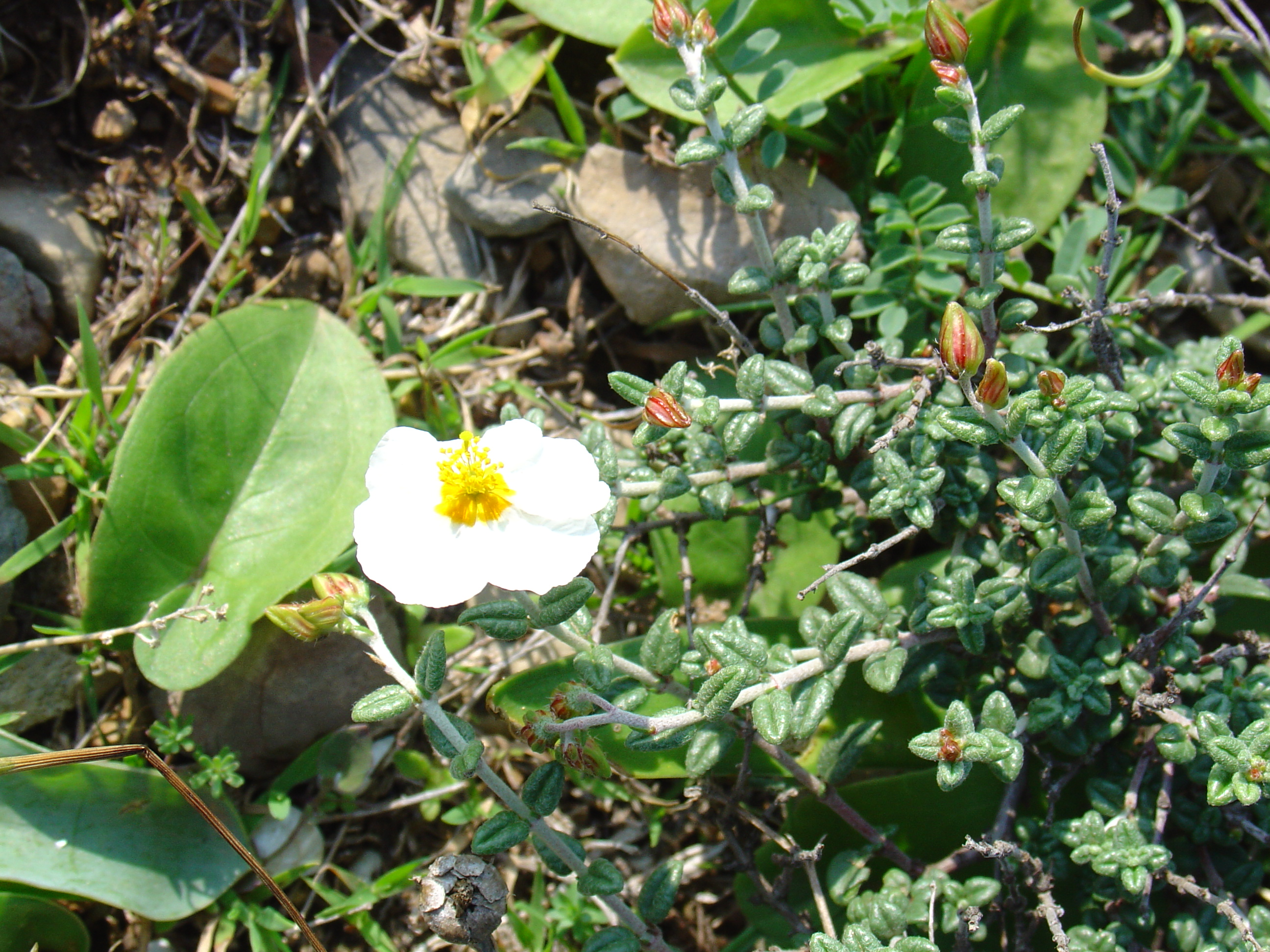
Helianthemum almeriense
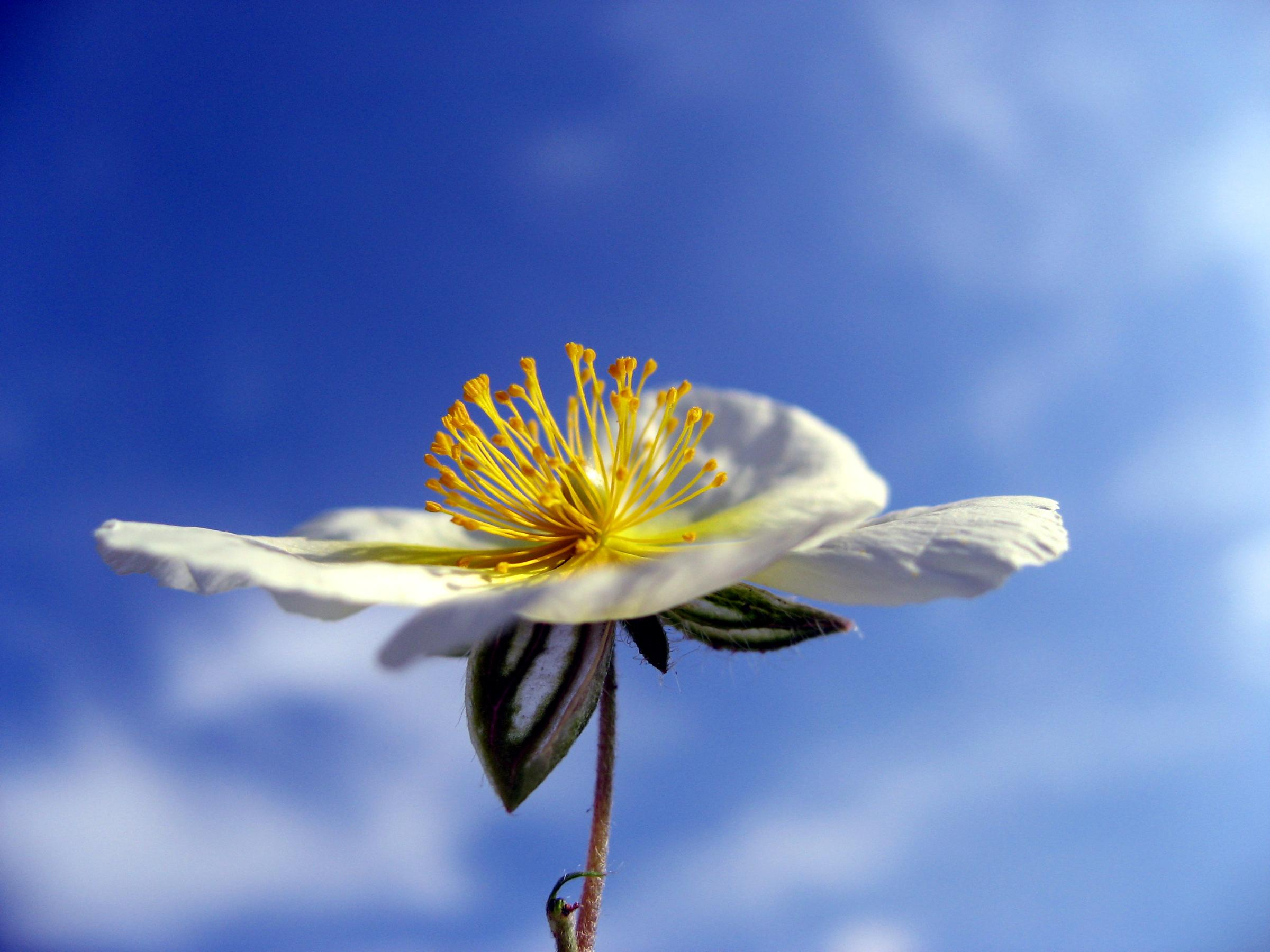
Helianthemum apenninum
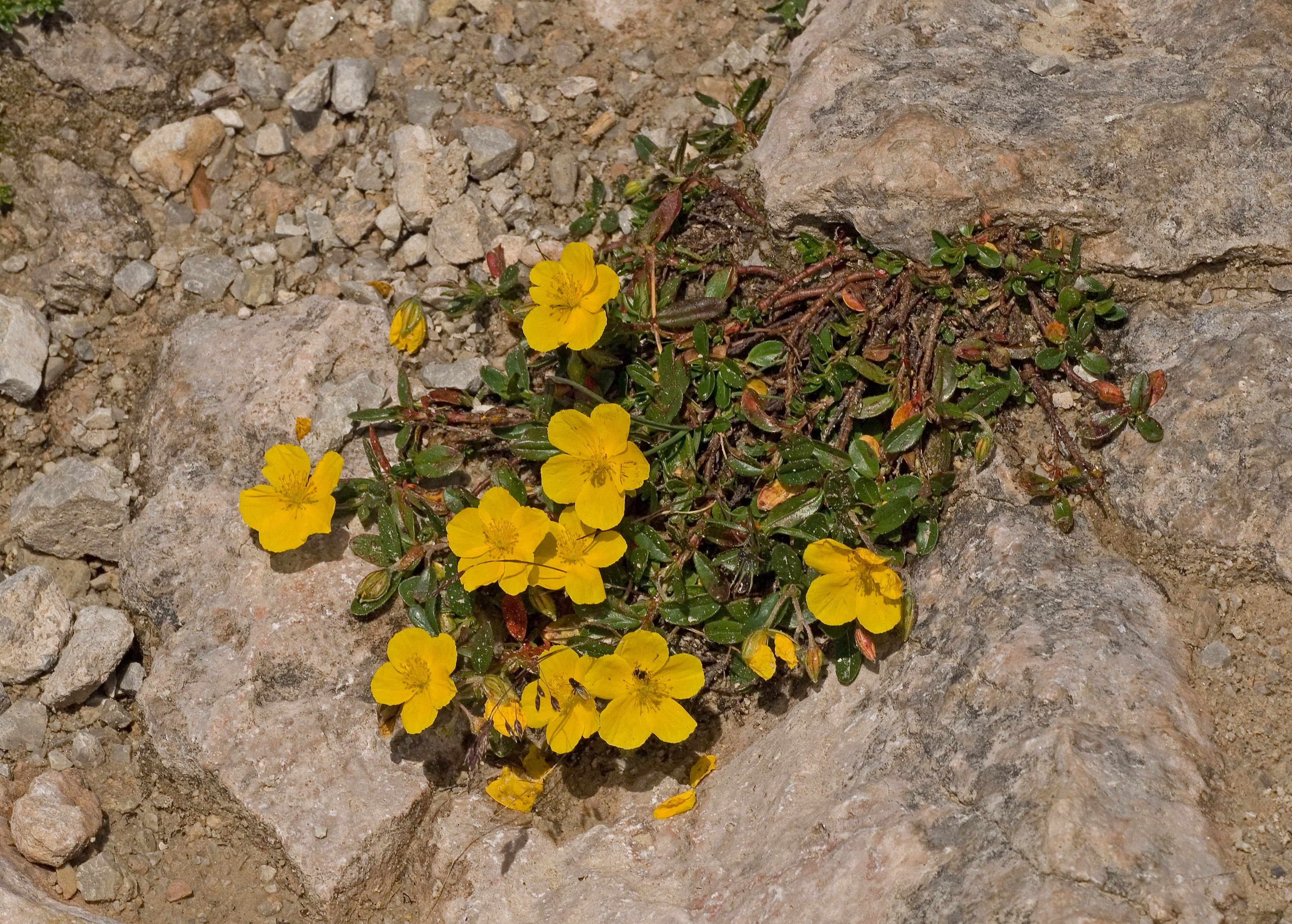
Helianthemum alpestre